# Hitachi MB-6891
Hitachi MB-6891 (MB-6891 / Basic Master Level 3 Mark 2) је професионални рачунар фирме Хитачи (Hitachi) који је почео да се производи у Јапану током 1982. године.
Користио је Zilog Z80 микропроцесорску јединицу.

## Детаљни подаци
Детаљнији подаци о рачунару MB-6891 су дати у табели испод.
|                       |                                    |
| [ 1 ]                 |                                    |
| Произвођач            | Хитачи                             |
| Тип                   | професионални рачунар              |
| Меморија              | непознато                          |
| Поријекло             | Јапан                              |
| Година                | 1982                               |
| Тастатура             | Тастатура са пуним помаком тастера |
| Процесор              |                                    |
| Фреквенција процесора | непознато                          |
| RAM                   | непознато                          |
| ROM                   | непознато                          |
| Текст                 | непознато                          |
| Графика               | непознато                          |
| Боја                  | непознато                          |
| Звук                  | непознато                          |
| Димензије             | непознато                          |
| Портови               |                                    |
| Оперативни систем     | непознато                          |